# Tomaspisinella fusca
Tomaspisinella fusca är en insektsart som beskrevs av Victor Lallemand 1939. Tomaspisinella fusca ingår i släktet Tomaspisinella och familjen spottstritar. Inga underarter finns listade i Catalogue of Life.